# Christian Heinrich Spiess

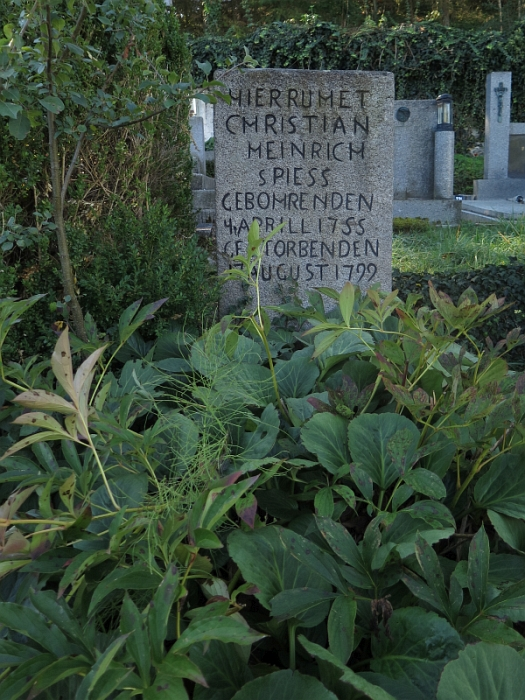
Túmulo de Christian Heinrich Spiess em Bezděkov

Christian Heinrich Spiess (Freiberga, 4 de abril de 1755 — Besdiekau, 17 de agosto de 1799) foi um ator, dramaturgo e escritor de romances alemão. É o fundador da Schauerroman alemã.

## Vida
Christian Heinrich Spiess nasceu em Freiberga na Saxônia. Filho de um pastor, Spiess se formou no colegial em Freiberga e estudou literatura em Praga. Por um tempo como ator, ele atuou na peça de Schiller, Die Räuber e foi apontado em 1788 administrador da propriedade do Conde Caspar Hermann von Künigl em Besdiekau na Boêmia, onde ele morreu, quase insano, o resultado de suas estranhas fantasias, em 17 de agosto de 1799.
Spiess em seus Ritter-, Räuber- e Geister-Romane, como elas eram chamadas—histórias de cavaleiros, ladrões e fantasmas da idade das "trevas"—as ideias das quais ele emprestou de Götz von Berlichingen de Goethe e Die Räuber e Der Geisterseher de Schiller, foi o fundador da literatura Schauerroman (choque) alemã, um estilo de escrita continuada, embora em uma mais fina veia, por Carl Gottlob Cramer (1758–1817) e pelo irmão-em-lei de Goethe, Christian August Vulpius.
Estas histórias, embora apelassem largamente para o gosto vulgar, fizeram de Spiess um dos mais amplamente lidos autores de seus dias. A mais popular foi uma história de fantasmas do século XIII, Das Petermännchen (1793); isso foi uma influência na obra de Ann Radcliffe e o romance de Matthew Gregory Lewis, O Monge. O romance envolve um cavaleiro que é encorajado por um fantasma maligno (na forma de um anão) para cometer estupro, incesto e assassinato, antes de ser feito em pedaços pelo Diabo.
Entre suas outras histórias Schauerroman estão Der alte Überall and Nirgends (1792); Die Löwenritter (1794), e Hans Heiling, vierter und letzter Regent der Erd- Luft- Feuer- und Wasser-Geister (1798).
Ao lado de numerosas comédias, Spiess escreveu, antecipando Schiller, uma tragédia Maria Stuart (1784), qual foi no mesmo ano encenada no teatro da corte em Viena.

## Obras

### Drama
- Die drei Töchter. Ein Lustspiel in drey Aufzügen (1782)
- Maria Stuart (1783)
- Klara von Hoheneichen. Ein Ritterschauspiel aus dem 15. Jahrhundert in vier Aufrügen. (1792)

### Prosa
- Biographien der Selbstmörder (1785), Revisão em seleção, ed. de Alexander Košenina. Göttingen: Wallstein Verlag 2005.
- Der alte Überall und Nirgends. Geistergeschichte (1792)
- Das Petermännchen (1791) tornou-se o mais famoso e amplamente lido romance fantástico do Goethezeit. Isso é confirmado por, pelo menos, duas dramáticas adaptações de Carl Friedrich Hensler (1794) e Josef Georg Schmalz (1838)
- Die Löwenritter (1794)
- Die zwölf schlafenden Jungfrauen (1795)
- Biographien der Wahnsinnigen (1796)
- Die Geheimnisse der Alten Egipzier. Eine wahre Zauber- und Geistergeschichte des achtzehnten Jahrhunderts (1798/1799)